# 米爾恰大公鄉 (布勒伊拉縣)
45°07′N 27°22′E / 45.117°N 27.367°E
米爾恰大公鄉（羅馬尼亞語：Comuna Mircea Vodă, Brăila），是羅馬尼亞的鄉份，位於該國東南部，由布勒伊拉縣負責管轄，處於布加勒斯特以北130公里，每年平均降雨量906毫米，海拔高度38米，2007年人口3,498。